# Бражлоњ Бовоар
Бражлоњ Бовоар (фр. Bragelogne-Beauvoir) је насељено место у Француској у региону Шампањ-Арден, у департману Об.
По подацима из 2011. године у општини је живело 256 становника, а густина насељености је износила 10,94 становника/km².

## Демографија
| 1962. | 1968. | 1975. | 1982. | 1990. | 2011. |
| ----- | ----- | ----- | ----- | ----- | ----- |
| 329   | 298   | 277   | 265   | 284   | 256   |